# Jim Dunnigan
James F. Dunnigan (Contea di Rockland, 8 agosto 1943) è un autore di giochi statunitense.

## Carriera
Terminata la scuola superiore si arruolò volontariamente nell'esercito. Dal 1961 al 1964, lavorò come tecnico addetto al missile balistico MGM-29 Sergeant, incluso un periodo di servizio in Corea.  Successivamente frequentò la Pace University studiando contabilità, quindi si trasferì alla Columbia University, dove si laureò in storia nel 1970.
Si interessò ai wargame mentre frequentava il college. Progettò Jutland, pubblicato dalla Avalon Hill nel 1967, seguito da 1914 l'anno successivo e da PanzerBlitz nel 1970; quest'ultimo arrivò a vendere più di 300 000 copie. Nel frattempo fondò una sua propria casa editrice, prima come Poultron Press, ma ben presto ribattezzata Simulations Publications Inc. (SPI).:98 Dunnigan creò la SPI per salvare la rivista Strategy &amp; Tactics, che era pubblicata da Chris Wagner.:98 Dunnigan era stato un contributore della rivista dal numero di febbraio 1967 e quando Wagner iniziò ad avere difficoltà finanziarie cedette i diritti a Dunnigan per 1 dollaro.:98 La prima sede della compagnia fu in un basamento sotterraneo nel Lower East Side di New York, da cui pubblicò il primo numero della rivista nel settembre 1969. A cominciare da questo numero la rivista incluse un nuovo wargame in ogni numero.:98 Dunnigan progettò anche il gioco Sniper! (1973) .:98–99 e successivamente il gioco di ruolo Dallas: The Television Role-Playing Game (1980), che fu il primo gioco di ruolo su licenza pubblicato:99 Nel 1980 Dunnigan dovette cedere la proprietà della SPI per problemi finanziari.:100 Lasciata la SPI scrisse altri libri, sviluppò modelli del mercato finanziario e seguì altri progetti.
Tra il 1966 e il 1992, progettò oltre 100 wargame e altre simulazioni di conflitti come il Up Against the Wall, Motherfucker (1969) riguardante about the student takeover at Columbia (which he witnessed as a bystander), al gigantesco War in Europe, al gioco online Hundred Years' War (con Albert Nofi e Daniel Masterson), attivo dal 1992.
Nel 1979, scrisse The Complete Wargames Handbook e nel 1980 How to Make War.
Dunnigan contribuì allo sviluppo di Victory at Sea della Three-Sixty Pacific, ma afferma che non gli fu permesso di completare il progetto del videogioco, sebbene questo fu pubblicizzato come "James F. Dunnigan's Victory at Sea". Nel 1999 con Daniel Masterson e Albert Nofi della Hundred Years War, fondò il sito di notizie militari StrategyPage.com, di cui era capo redattore StrategyPage.Com.  Podcast dei suoi commenti sulla storia, affai militari e il mondo contemporaneo sono postati regolarmente su StrategyPage.Com e Instapundit.com
Dunnigan tiene regolarmente lezioni presso istituzioni accademiche e militari come il Chief of Naval Operations Strategic Studies Group a Newport, Rhode Island.

## Premi e riconoscimenti
Nel 1975, Dunnigan fu inserito nella Hall of Fame del Charles S. Roberts Award.
Nel 1999 la rivista Pyramid come una delle persone più influenti nel millennio "nel campo del gioco di avventura".
Compare come re di quadri nel mazzo di carte da gioco "Famous Game Designers Playing Card Deck" pubblicato dalla Flying Buffalo nel 2008.

## Opere
- The Complete Wargames Handbook, prima edizione, 1979.
  - The Complete Wargames Handbook: How to Play, Design and Find Them, William Morrow, 1992. ISBN 0-688-10368-5. (versione online)
  - Wargames Handbook: How to Play and Design Commercial and Professional Wargames, terza edition, 2000. ISBN 0595155464.
- How To Make War: A Comprehensive Guide To Modern Warfare, prima edizione, 1983
  - How to Make War: A Comprehensive Guide to Modern Warfare for the Post-Cold War Era, terza edizione, William Morrow, 1993. ISBN 0-688-12157-8.
  - How to Make War: A Comprehensive Guide to Modern Warfare in the Twenty-first Century, quarta edizione, HarperCollins, 2003.
- Digital Soldiers, St. Martin's, 1996. ISBN 0-312-14588-8.
- Dirty Little Secrets of the 20th Century: Myths, Misinformation, and Unknown Truths About the 20th Century, William Morrow, 1999. ISBN 0-688-17068-4.
- The Perfect Soldier, Citadel, 2004. ISBN 0-8065-2416-2.

### Coautore
- The Russian Front: Germany's War in the East, 1941-45 (pubblicato anche come The Russian Campaign), Arms and Armour, 1978. ISBN 0-85368-152-X.
- con William Martel, How to Stop a War: The Lessons of Two Hundred Years of War and Peace, Doubleday, 1987. ISBN 0-385-24009-0.
- con Austin Bay, From Shield to Storm: High-Tech Weapons, Military Strategy and Coalition Warfare in the Persian Gulf, William Morrow, 1991. ISBN 0-688-11034-7.
- con Austin Bay, A Quick & Dirty Guide to War: Briefings on Present and Potential Wars, quarta edition, Paladin, 2008. ISBN 978-1-58160-683-6.
- con Albert Nofi, Shooting Blanks: War Making That Doesn't Work, 1991. ISBN 0-688-08947-X.
- con Albert Nofi, Medieval Life and the Hundred Years War, 1994)
- con Albert Nofi, Dirty Little Secrets of World War II: Military Information No One Told You About the Greatest, Most Terrible War in History, William Morrow, 1994. ISBN 0-688-12235-3.
- con Albert Nofi, Victory at Sea: World War II in the Pacific, William Morrow, 1995. ISBN 0-688-14947-2.
- con Albert Nofi, The Pacific War Encyclopedia, Facts on File, 1998. ISBN 0-8160-3439-7.
- con Albert Nofi, Dirty Little Secrets: American Military Information You're Not Supposed to Know, St. Martins Press, 1999. ISBN 0-312-19857-4.
- con Albert Nofi, Victory and Deceit: Deception and Trickery at War, 2nd edition, Writers Club, 2001. ISBN 0-595-18405-7.
- con Albert Nofi, Dirty Little Secrets of the Vietnam War: Military Information You're Not Supposed to Know, St. Martins Griffin, 2001. ISBN 0-312-25282-X.
- con Daniel Masterson, The Way of the Warrior: Business Tactics and Techniques from History's Twelve Greatest Generals, St. Martin's Griffin, 1998. ISBN 0-312-19535-4.
- con Raymond M. Macedonia, Getting It Right: American Military Reforms After Vietnam to the Gulf War and Beyond, 2nd edition, Writers Club, 2001. ISBN 0-595-18446-4.

### Altre opere
- (contributor) Wargame Design: The History, Production, and Use of Conflict Simulations, Simulations Publications, 1977. ISBN 0-917852-01-X.
- Prefazione a H.G. Wells, Floor Games, Skirmisher, 2006

## Giochi
- Jutland (1967)
- 1914 (1968)
- 1918 (1969)
- Anzio Beachhead (1969)
- Barbarossa (1969)
- Crete (1969)
- Deployment (1969)
- Flying Fortress (1969)
- Italy (1969)
- Korea (1969)
- Leipzig (1969)
- Normandy (1969)
- Tannenberg (1969)
- Up Against the Wall, Motherfucker (1969)
- Bastogne (1970)
- Chicago, Chicago! (1970)
- PanzerBlitz (1970)
- Grenadier (1971)
- Kursk (1971)
- Lost Battles (1971)
- Origins of World War II (1971)
- Strategy I (1971)
- USN (1971)
- American Revolution (1972)
- Breakout and Pursuit (1972)
- Combat Command (1972)
- Flying Circus (1972)
- France '40 (1972)
- Franco-Prussian War (1972)
- Moscow Campaign (1972)
- Origins of World War I (1972)
- Outdoor Survival (1972)
- Red Star/White Star (1972)
- Turning Point (1972)
- Wilderness Campaign (1972)
- Year of the Rat (1972)
- Ardennes Offensive (1973)
- Battles of Bull Run (1973)
- CA (1973)
- Desert War (1973)
- El Alamein (1973)
- Foxbat & Phantom (1973)
- Kampfpanzer (1973)
- NATO (1973)
- Napoleon at Waterloo (1973)
- Panzer Armee Afrika (1973)
- Scrimmage (1973)
- Sinai (1973)
- Sniper! (1973)
- Solomons Campaign (1973)
- Spitfire (1973)
- World War Two (1973)
- American Civil War (1974)
- Combined Arms (1974)
- Frigate (1974)
- Operation Olympic (1974)
- Patrol (1974)
- Tank (1974)
- The East is Red (1974)
- War in the East (1974)
- Wolfpack (1974)
- Battle for Germany (1975)
- Global War (1975)
- Invasion America (1975)
- Mech War '77 (1975)
- Oil War (1975)
- Panzer '44 (1975)
- Sixth Fleet (1975)
- The Fast Carriers (1975)
- War in the Pacific (1975)
- World War 3 (1975)
- World War I (1975)
- Wurzburg (1975)
- FireFight (1976)
- Panzergruppe Guderian (1976)
- Plot to Assassinate Hitler (1976)
- Revolt in the East (1976)
- Russian Civil War (1976)
- Strike Force (1976)
- War in Europe (1976)
- War in the West (1976)
- Fulda Gap (1977)
- Agincourt (1978)
- Brusilov (1978)
- Canadian Civil War (1978)
- The Next War (1978)
- Bulge (1979)
- Berlin '85 (1980)
- Dallas (1980)
- Demons (1980)
- Drive on Metz (1980)
- Empires of the Middle Ages (1980)
- Fifth Corps (1980)
- NATO Division Commander (1980)
- TimeTripper (1980)
- Wreck of the Pandora (1980)
- Light Infantry Division (1985)
- Tactical Combat Model (1985)
- Men-At-Arms (1990)
- Hundred Years War (1992)
- Victory at Sea (1992)